# Ptychopseustis schmitzi
Ptychopseustis schmitzi là một loài bướm đêm trong họ Crambidae.